# Бегум Хазрат Махал
Бегум Хазрат Махал, также известна как Бегум Ауда (урду برجیس قدر‎‎; ок. 1820 — 7 апреля 1879) — героиня Индийского восстания 1857—1858 годов. Одна из многочисленных жен наваба Ауда Ваджида Али Шаха.
Она подняла восстание против Британской Ост-Индской компании во время Индийского восстания 1857 года. В конце концов она нашла убежище в Непале, где и умерла в 1879 году. После того как её муж Ваджид Али Шах был сослан в Калькутту, она взяла на себя управление делами в княжестве Ауд и захватила контроль над Лакхнау. Она организовала войско из женщин и назначил её командиром Уду Деви. Она принимала активное участие в восстании 1857 года против Ост-Индской компании. Бегум Хазрат Махал оказала жесткое сопротивление британским колонизаторам. Но после падения Лакхнау она бежала в Катманду. Она была очень храброй женщиной, и такая храбрость в обществе, где доминировали мужчины, была беспрецедентной. Бегум Хазрат Махал сделала своего сына, принца Бирджиса Кадра, вали (правителем) Ауда. Но она была вынуждена отказаться от этой роли после короткого правления.

## Биография
Махал звали Мухаммади Ханум, и она родилась в городе Файзабад, княжество Ауд, Северная Индия. Она была куртизанкой по профессии. Её приняли в княжеский гарем как хавасин после того, как была продана своими родителями, затем королевским агентам, а позже повышена до пари и была известна как Махак Пари. Она стала Бегум после того, как была принята в качестве королевской наложницы короля Ауда , и титул «Хазрат Махал» был дарован ей после рождения их сына, Бирджиса Кадра.
Она была младшей женой последнего короля Ауда, Ваджида Али Шаха (1822—1887) . Англичане аннексировали Ауд в 1856 году, и Ваджид Али Шах был сослан в Калькутту. После того, как её муж был выслан в Калькутту, она взяла на себя управление делами княжества Ауд, который тогда был значительной частью нынешнего штата Уттар-Прадеш (Индия).

### Индийское восстание 1857 года
Во время Индийского восстания, с 1857 по 1858 год, группа сторонников Бегум Хазрат Махал, возглавляемая Раджой Джайналом Сингхом, восстала против британских оккупантов. Повстанцы захватили контроль над Лакхнау, где она объявила своего сына Бирджиса Кадра правителем (вали) Ауда.
Одна из главных жалоб Бегум Хазрат Махал состояла в том, что Британская Ост-Индская компания разрушила храмы и мечети, чтобы освободить место для дорог.
Когда войска под командованием Колина Кэмпбелла вновь захватили Лакхнау и большую часть Ауда, она была вынуждена отступить. Хазрат Махал действовала в сотрудничестве с Наной Сагибом, но позже присоединился к Маулави из Файзабада в атаке на Шахджаханпур.

### Поздняя жизнь
В конечном итоге ей пришлось бежать в Непал, где ей было первоначально отказано в убежище премьер-министром Раной Джангом Бахадуром, но позднее ей было разрешено остаться . Она скончалась там в 1879 году и была похоронена в безымянной могиле на территории Катманду Джама Масджид. После её смерти, по случаю юбилея королевы Великобритании и императрицы Индии Виктории (1887), британское правительство помиловало Бирджиса Кадара, и ему было разрешено вернуться домой.

## Мемориалы
Гробница бегум Хазрата Махал расположена в центральной части Катманду, недалеко от Джама Масджид, Гантагара, недалеко от знаменитого Дарбар Марга. За ним присматривает Центральный Комитет Джама Масджид.
15 августа 1962 года Бегум Хазрат Махал была удостоена почета в Старом парке Виктории в Хазратгандже, Лакхнау, за её роль в Индийском восстании. Наряду с переименованием парка был построен мраморный мемориал, который включает мраморную табличку с четырьмя круглыми медными табличками, на которых изображен герб королевской семьи Ауд. Парк был использован для Рамлилас и костров во время Душшера, а также Лакхнау Махотсава (Лакхнау экспозиция).
10 мая 1984 года правительство Индии выпустило памятную марку в честь Бегум Хазрат Махал. Было выпущено 15,00,000 марок.
Министерство по делам меньшинств правительства Индии назначило национальной стипендии имени Бегум Хазрат Махал для достойных девочек, принадлежащих к общинам меньшинств в Индии. Эта стипендия реализуется через образовательный фонд Маулана Азад.